# Tullbergia bella
Tullbergia bella is een springstaartensoort uit de familie van de Tullbergiidae. De wetenschappelijke naam van de soort is voor het eerst geldig gepubliceerd in 1988 door Fjellberg.